# Parakan (Karangrayung)
Parakan is een bestuurslaag in het regentschap Grobogan van de provincie Midden-Java, Indonesië. Parakan telt 2070 inwoners (volkstelling 2010).